# کراودی هید
کراودی هید (به انگلیسی: Crowdy Head) یک منطقهٔ مسکونی در استرالیا است که در City of Greater Taree واقع شده‌است.